# Marshall Applewhite
Marshall Herff Applewhite (17 maig 1931 - 26 març 1997), també conegut com Do, entre altres noms, va ser un líder religiós nord-americà que va fundar i dirigir el nou moviment religiós Heaven's Gate (sovint descrit com a culte), i van organitzar el seu suïcidi massiu el 1997. Fou el suïcidi massiu més gran que s'ha produït als Estats Units.
Quan era jove, Applewhite va assistir a diverses universitats i va servir a l'exèrcit dels Estats Units. Inicialment va seguir una carrera en educació fins que va renunciar a la Universitat de St.Thomas a Houston, Texas, el 1970, al·legant una agitació emocional. La mort del seu pare un any més tard va provocar una depressió severa. El 1972, Applewhite va desenvolupar una estreta amistat amb Bonnie Nettles, una infermera; junts, van parlar llargament del misticisme i van arribar a la conclusió que eren anomenats missatgers divins. Van operar una llibreria i un centre d'ensenyament durant una estona i després van començar a viatjar pels Estats Units el 1973 per difondre les seves opinions. Només van guanyar un convers. L'agost de 1974, Applewhite va ser arrestat a Harlingen, Texas, per no retornar un cotxe de lloguer i va ser extradit a Missouri on va ser empresonat posteriorment durant sis mesos. A la presó, va desenvolupar encara més la seva teologia.
Després de l'alliberament d'Applewhite, ell i Nettles van viatjar a Califòrnia i Oregon, i finalment van guanyar un grup de seguidors compromesos. Van dir als seus seguidors que els visitarien extraterrestres que els proporcionarien nous cossos. Applewhite va declarar inicialment que ell i els seus seguidors ascendirien físicament a una nau espacial, on els seus cossos es transformarien, però més tard va arribar a creure que els seus cossos eren els mers contenidors de les seves ànimes, que posteriorment es col·locarien en nous cossos. Aquestes idees s'expressaven amb un llenguatge extret de l'escatologia cristiana, el moviment New Age i la cultura popular nord-americana.
Heaven's Gate va rebre una afluència de fons a finals de la dècada de 1970, que va utilitzar per pagar l'habitatge i altres despeses. El 1985, Nettles va morir, deixant a Applewhite desconcertat i desafiant les seves opinions sobre l'ascensió física. A principis de la dècada de 1990, el grup va fer més passos per donar a conèixer la seva teologia. El 1996, es van assabentar de l'aproximació del cometa Hale–Bopp i els rumors d'una nau espacial acompanyada, i van concloure que aquest era el vaixell que portaria els seus esperits a bord per a un viatge a un altre planeta. Creient que les seves ànimes ascendirien a la nau espacial i els donarien nous cossos, els membres del grup es van suïcidar massivament en una mansió llogada. Un circ mediàtic va seguir el descobriment dels seus cossos. Després, comentaristes i acadèmics van parlar de com Applewhite va persuadir la gent de seguir les seves ordres, inclòs el suïcidi. Alguns comentaristes van atribuir la voluntat dels seus seguidors de suïcidar-se a la seva habilitat com a manipulador, mentre que altres van argumentar que la seva voluntat es devia a la seva fe en la narrativa que va construir.

## Primers anys i educació
Marshall Herff Applewhite va néixer el 17 de maig de 1931, fill de Marshall Herff Applewhite, Sr i Louise Applewhite i tenia tres germans. Atès que el seu pare era ministre presbiterià, Applewhite va ser un nen molt religiós. Assistir a l'Escola Secundària Corpus Christi hi ha l'Austin College; en aquest últim, va participar en nombroses organitzacions estudiantils i va ser moderadament religiós. Va obtenir un títol de grau en Filosofia el 1952 i més tard va ingressar a l'Union Presbyterian Seminary per estudiar Teologia, amb l'esperança de convertir-se en ministre. Va contreure matrimoni amb Anne Pearce en aquesta època, i més endavant van tenir dos fills. Poc després d'haver començat els seus estudis al seminari, va decidir abandonar l'escola i iniciar una carrera musical, per la qual cosa va prendre el lloc de director musical en una església presbiteriana de Carolina del Nord. Era un cantant baríton i li agradava el cant espiritual i la música de Handel.

## Carrera
Applewhite es va mudar a Nova York en un intent sense èxit d'iniciar una carrera com a cantant professional després d'acabar la seva educació a Colorado. Més tard, va començar a donar classes a la Universitat d'Alabama. Va perdre el càrrec a la universitat després d'haver tingut una relació sexual amb un estudiant home;  la seva església no recolzava les relacions homosexuals, de manera que Applewhite se sentia frustrat sexualment. El 1965, es va separar de la seva dona després que ella descobrís l'engany, i es van divorciar tres anys després.
Després de deixar la Universitat d'Alabama, Applewhite es va mudar a Houston, Texas, el 1965 per donar classes a la Universitat de Sant Tomàs. Els seus estudiants ho consideraven un orador atractiu, amb bon gust per vestir. Va ocupar la direcció del departament de música i també es va convertir en un cantant popular a nivell local: va ser director del cor d'una església episcopal i va cantar amb la companyia Houston Grand Opera. A Texas, es va mostrar obertament homosexual per un breu període, però també va tenir una relació amb una jove, qui el va abandonar pressionada per la seva família i el va deixar sumit en una profunda depressió. En 1970, va renunciar al seu lloc a la Universitat de Sant Tomàs, al·legant depressió i altres problemes emocionals. Robert Balch i David Taylor, dos sociòlegs que van estudiar la secta d'Applewhite, van especular que aquesta partida es va deure a un altre romanç entre Applewhite i un estudiant. El president de la universitat més tard recordaria que, en els seus últims anys allà, Applewhite es veia confós i desorganitzat.

## Nettles i primers viatges
El 1972, Applewhite va conèixer Bonnie Nettles, una infermera interessada en la teosofia i en les profecies bíbliques. Es van fer amics propers molt ràpid;  més tard, Applewhite va dir que sentia com si la conegués des de feia molt de temps i va extreure com a conclusió que s'havien conegut en una vida anterior. Nettles li va dir que uns extraterrestres li havien pronosticat la seva trobada i el va convèncer que tenia una missió divina. Per a aquesta època, havia començat a investigar alternatives de la doctrina cristiana tradicional, incloent l'astrologia. També havia tingut nombroses visions, com per exemple una en què una aparició li va dir que havia estat elegit per exercir un paper com el de Jesucrist. En la seva biografia de 2005, l'autora Susan Raine explica que podria haver tingut un episodi esquizofrènic en aquests anys.
Applewhite aviat es va mudar amb Nettles. Tot i que convivien, la seva relació no era sexual; per a Applewhite, era la unió profunda i amorosa però platònica que sempre havia volgut. Nettles era casada i tenia dos fills, però després de conèixer a Applewhite el seu marit es va divorciar d'ella i va perdre la custòdia dels nens. Applewhite també va perdre contacte amb la seva família de manera permanent. Veia a Nettles com la seva ànima bessona, i alguns dels seus coneguts més tard dirien que ella exercia una forta influència sobre ell. Raine va afirmar que Nettles «va ser la responsable de reforçar les seves creences en falses il·lusions», però el psiquiatre Robert Jay Lifton va sostenir que la influència de la infermera el va ajudar a evitar un major deteriorament psiquiàtric.
Applewhite i Nettles van obrir una llibreria coneguda com a «Christian Arts Center» (en català, 'centre cristià d'arts'), que venia llibres relacionats amb diverses temàtiques dins de l'espiritualitat. També van inaugurar un centre d'ensenyament conegut com a Know Place, on impartien classes de misticisme i teosofia, encara que van tancar aquests negocis poc temps després. Al febrer de 1973, van decidir viatjar per ensenyar-los les seves idees a altres persones i van conduir al llarg del sud-oest i l'oest dels Estats Units; Lifton va descriure els seus viatges com «viatges espirituals peripatètics, sense descans, intensos i sovint confusos». Tenien pocs diners per viatjar i de vegades venien la seva sang o treballaven de manera temporal per recaptar fons. De vegades subsistien amb panets com tot aliment, altres vegades acampaven a l'aire lliure i sovint no pagaven els deutes d'allotjament. Una amiga de Houston va intercanviar correspondència amb ells i va acceptar rebre les seves classes. La van visitar el maig del 1974, i es va convertir en la seva primera conversa.
En els seus viatges, Applewhite i Nettles reflexionaven sobre la vida de San Francisco d'Assís i llegien obres de diversos autors, incloent Helena Blavatsky, R. D. Laing i Richard Bach. Tenien un exemplar de la Bíblia del rei Jacob i estudiaven nombrosos passatges del Nou Testament , especialment aquells que posen èmfasi en ensenyaments sobre la cristologia, l'ascetisme i l'escatologia. Applewhite també llegia llibres de ciència-ficció, en especial aquells de Robert A. Heinlein i Arthur C. Clarke. Per al juny de 1974, les creences d'Applewhite i Nettles s'havien solidificat i ja tenien els seus fonaments bàsics. Van arribar a la conclusió que havien estat elegits per complir profecies bíbliques, i tenien ments d'un nivell superior al de la resta de persones. Van escriure un pamflet que descrivia la reencarnació de Jesucrist com un nadiu de Texas, que feia referència de manera poc subtil a Applewhite. A més, van concloure que eren els dos testimonis que es descriuen a l' Apocalipsi i de vegades visitaven esglésies i altres sectes espirituals per parlar sobre les seves identitats; solien referir-se a si mateixos com «Els dos», o «Els dos ovnis».

## Habitatge i control
A finals de la dècada de 1970, el grup va rebre una gran quantitat de diners, possiblement una herència d'un membre o donacions dels ingressos dels seguidors. Aquest capital va ser utilitzat per llogar cases, inicialment a Denver i més tard a Dallas. Applewhite i Nettles tenien llavors uns 40 seguidors i vivien en dues o tres cases; els líders normalment tenien casa pròpia. El grup era secret sobre el seu estil de vida, cobrint les seves finestres. Applewhite i Nettles van organitzar l'estil de vida dels seus seguidors com un camp d'entrenament que els prepararia per al Next Level. En referir-se a la seva casa com a "artesania", van regimentar la vida dels seus deixebles fins al minut. Els estudiants que no estaven compromesos amb aquest estil de vida van ser animats a marxar; els membres que van sortir van rebre ajuda econòmica. Lifton afirma que Applewhite volia "qualitat per sobre de quantitat" en els seus seguidors, encara que ocasionalment parlava de guanyar molts conversos.
Applewhite i Nettles de vegades van fer canvis sobtats i dràstics al grup. En una ocasió a Texas, van dir als seus seguidors d'una propera visita d'extraterrestres i els van ordenar que esperessin fora tota la nit, moment en què els van informar que això havia estat només una prova. Lalich veu això com una manera d'augmentar la devoció dels seus estudiants, assegurant que el seu compromís esdevingués independentment del que veiessin. Els membres es van desesperar per l'aprovació d'Applewhite, que va utilitzar per controlar-los.
El 1980, Applewhite i Nettles tenien uns 80 seguidors, molts dels quals tenien feines, sovint treballant amb ordinadors o com a mecànics d'automòbils. El 1982, la parella va permetre als seus deixebles trucar a les seves famílies.

## Suïcidi massiu
L'octubre de 1996, el grup va llogar una mansió a Rancho Santa Fe, Califòrnia. Aquell any, van gravar dos missatges de vídeo en què oferien als seus espectadors una "última oportunitat d'evacuar la Terra". Al voltant de la mateixa època, es van assabentar de l'aproximació del cometa Hale–Bopp. Applewhite ara creia que Nettles estava a bord d'una nau espacial que seguia el cometa, i que planejava trobar-se amb ells. Va dir als seus seguidors que el vaixell els transportaria a una destinació empírea, i que una conspiració del govern intentava suprimir la paraula de l'ofici. A més, va declarar que els seus seguidors difunts també serien agafats pel vaixell, una creença que s'assemblava a la doctrina cristiana del rapte pretribulació. No se sap com es va assabentar del cometa o per què creia que anava acompanyat d'extraterrestres o per què hauria d'haver cregut que les ortigues mortes estarien amb ells.
A finals de març de 1997, el grup es va aïllar i va gravar declaracions de comiat. Molts membres van lloar Applewhite en els seus missatges finals; Davis descriu els seus comentaris com "regurgitacions de l'evangeli de Do". Applewhite va gravar un vídeo poc abans de la seva mort, en el qual va qualificar els suïcidis com la "sortida final" del grup i va comentar: "Odiem aquest món amb tota honestedat". Lewis especula que Applewhite es va suïcidar perquè havia dit que el grup ascendiria durant la seva vida, per la qual cosa nomenar un successor era inviable.
L'estudiosa religiosa Catherine Wessinger planteja que els suïcidis van començar el 22 de març. La majoria dels membres van prendre barbitúrics i alcohol i després es van col·locar bosses sobre els seus caps. Portaven sabates Nike i uniformes negres amb pegats on es podia llegir "Heaven's Gate Away Team". Al costat de la majoria dels cossos es va col·locar una bossa que contenia uns quants dòlars i una forma d'identificació. Les morts es van produir durant tres dies; Applewhite va ser un dels quatre últims a morir. Tres ajudants el van ajudar a suïcidar-se i després es van suïcidar. Un suggeriment anònim va portar el departament del xèrif a escorcollar la mansió; hi van trobar 39 cossos el 26 de març. Va ser el suïcidi grupal més gran que va implicar ciutadans nord-americans des del suïcidi massiu de 913 nord-americans el 1978 a Jonestown, Guyana. El cos d'Applewhite va ser trobat assegut al llit del dormitori principal de la mansió. Els metges forenses van determinar que els seus temors al càncer havien estat infundats, però que patia aterosclerosi coronària.
Les morts van provocar un circ mediàtic i el rostre d'Applewhite va aparèixer a les portades de Time i Newsweek el 7 d'abril. El seu missatge final va ser àmpliament difós; Hugh Urban de la Universitat Estatal d'Ohio descriu la seva aparició al vídeo com "d'ulls salvatges bastant alarmant".